# Magdalena Kowalczyk
Magdalena Kowalczyk, född 7 mars 1979 i Tyresö församling, Stockholm, är en svensk programledare. Hon leder  Lyxfällan på TV3 sedan 2018 tillsammans med Magnus Hedberg och i början även med Frida Boisen och Patrik Wincent.  I programmet deltog de fyra experterna parvis.  I januari 2020 meddelades att Wincent och Boisen hoppar av som programledare.
Kowalczyk är utbildad civilekonom från Handelshögskolan i Stockholm.  Hon har också tävlat i thaiboxning mellan åren 2003–2009. År 2007 vann hon IFMA VM i 67-kilosklassen. Hon var också under fem år en av gladiatorerna, Athena, i TV4:s program Gladiatorerna.